# Anaxagorea
Anaxagorea es un género de plantas de la familia Annonaceae, orden Magnoliales, subclase Magnólidas, subdivisión Magnoliophytina, división Spermatophyta.

## Distribución
Son naturales de América tropical y sudeste de Asia.

## Taxonomía
El género fue descrito por  Augustin Saint-Hilaire y publicado en Mém. Soc. Phys. Genève 5: 211 1832.  La especie tipo es:

## Especies
- Anaxagorea amensis Standl.

- Anaxagorea allenii R. E. Fr.

- Anaxagorea brachycarpa R. E. Fr.

- Anaxagorea brevipedicellata Timmerman

- Anaxagorea brevipes Benth.

- Anaxagorea crassipetala Hemsl.

- Anaxagorea dolichocarpa Sprague et Sandwith

- Anaxagorea floribunda Timmerman

- Anaxagorea gigantophylla R. E. Fr.

- Anaxagorea krukoffii R. E. Fr.

- Anaxagorea manausensis Timmerman

- Anaxagorea multiflora R. E. Fr.

- Anaxagorea panamensis Standl.

- Anaxagorea petiolata R. E. Fr.

- Anaxagorea phaeocarpa Mart.

- Anaxagorea radiata C. B. Rob.

- Anaxagorea rheophytica Maas et Westra

- Anaxagorea silvatica R. E. Fr.